# Distretto di Ban Mi
Il distretto di Ban Mi (in thailandese: บ้านหมี่) è un distretto (amphoe) della Thailandia, situato nella provincia di Lopburi.